# Hôtel Rollet d'Avaux
L’hôtel Rollet d'Avaux est un hôtel particulier situé à Riom, en France.

## Localisation
L'hôtel particulier est situé sur la commune de Riom, 1 rue de l'Intendance d'Auvergne, dans le département du Puy-de-Dôme.

## Historique
L'hôtel a été construit en 1760 à l'emplacement d'un vieil hôtel de famille tombant en ruine par Jacques-Amable-Gilbert Rollet d'Avaux, seigneur d'Avaux, de Belleau, premier président du présidial de Riom depuis 1749.
Jacques Rollet d'Avaux s'est marié le 21 mai 1768 avec Adrienne Françoise de Villaines. Au moment de la Révolution, Jacques Rollet d'Avaux a caché avec l'aide de deux domestiques qui avaient toute sa confiance une somme importante dans un puits. Ceux-ci, souhaitant s'approprier ce trésor, l'ont dénoncé comme donnant asile à des prêtres. Une perquisition est alors exécutée dans l'hôtel qui n'a pas permis d'y trouver des prêtres, mais ont permis de découvrir des lettres de François de Bonal, alors émigré. Cet échange de lettres étant considéré comme un crime, il est arrêté. Madame d'Avaux, bien que non comprise dans le mandat d'arrêt, a décidé de suivre son mari, alors paralysé, dans sa captivité. Ils sont envoyés dans une charrette à Paris et traduits avec d'autres prisonniers devant le tribunal révolutionnaire sur les réquisitions de Fouquier-Tinville, le 24 floréal an II (15 mai 1794), condamnés et exécutés le même jour,.
Jacques Rollet d'Avaux n'a pas laissé de postérité. Il avait une sœur, Jeanne-Gilberte Rollet d'Avaux, mariée en 1748 avec François-Claude Cadier, baron de Veauce, chevalier de Saint-Louis, ancien officier du régiment de Conti dragons.
L'hôtel a été vendu en 1818 à François-Alexandre, baron de Forget, fils de Claude de Forget et de Marie-Amable de Sampigny de Bussières. Alexandre de Forget était marié avec Joséphine de Lavalette, fille de Antoine Marie Chamans de Lavalette, comte de Lavalette, directeur général des postes en 1815, et d'Émilie Louise de Beauharnais. Cette dernière a organisé l'évasion de son mari qui avait été condamné à mort. L'hôtel est vendu en 1838, après la mort du baron de Forget à Pierre Sablon du Corail, fils d'Antoine Sablon du Corail, seigneur de la Terrasse, exécuté le 1er frimaire an II (22 novembre 1793).

## Protection
L'hôtel a été classé dans sa totalité au titre des monuments historiques, y compris les décors intérieurs avec le jardin en rocaille, le 24 février 2012.

## Description
C'est un des rares hôtels particuliers de Riom du XVIIIe siècle qui soit entre cour et jardin. Les deux autres sont l'hôtel Dufraisse et l'hôtel du Jouhannel de Jenzat.